# マジックカプセル
株式会社マジックカプセルは、日本の音響制作会社。日本音声製作者連盟正会員。

## 音響制作作品

### テレビアニメ
1984年
- GALACTIC PATROL レンズマン

1986年
- ワンダービートS

2005年
- ノエイン もうひとりの君へ（2005年 - 2006年）

2006年
- かしまし ～ガール・ミーツ・ガール～
- REC
- ZEGAPAIN-ゼーガペイン-
- おろしたてミュージカル 練馬大根ブラザーズ

2007年
- ぼくらの
- のだめカンタービレ
- sola
- げんしけん2

2008年
- のだめカンタービレ 巴里編
- 鉄腕バーディー DECODE（2008年 - 2009年）
- みなみけ～おかわり～
- TYTANIA -タイタニア-（2008年 - 2009年）

2009年
- とある科学の超電磁砲
- 青い花
- 神曲奏界ポリフォニカ クリムゾンS
- クイーンズブレイド 玉座を継ぐ者

2010年
- もっとTo LOVEる -とらぶる-

2011年
- 放浪息子
- マイの魔法と家庭の日
- 緋弾のアリア
- 僕は友達が少ない
- ロウきゅーぶ!
- 魔乳秘剣帖
- 灼眼のシャナIII-FINAL-（2011年 - 2012年）

2012年
- キルミーベイベー
- あの夏で待ってる
- トータル・イクリプス
- カンピオーネ! 〜まつろわぬ神々と神殺しの魔王〜
- 恋と選挙とチョコレート
- さくら荘のペットな彼女

2013年
- ミス・モノクローム -The Animation-
- 機巧少女は傷つかない
- とある科学の超電磁砲S
- 僕は友達が少ないNEXT
- みなみけ ただいま
- 俺の彼女と幼なじみが修羅場すぎる
- 超次元ゲイム ネプテューヌ THE ANIMATION
- ロウきゅーぶ!SS
- 有頂天家族
- ゴールデンタイム
- ストライク・ザ・ブラッド
- 凪のあすから

2014年
- 天体のメソッド
- 彼女がフラグをおられたら
- ラブライブ!（第2期）
- 精霊使いの剣舞
- 最近、妹のようすがちょっとおかしいんだが。
- ノブナガ・ザ・フール
- マンガ家さんとアシスタントさんと
- ノーゲーム・ノーライフ
- selector infected WIXOSS
- M3〜ソノ黒キ鋼〜
- グリザイアの果実
- 四月は君の嘘

2015年
- ハイスクールD×D BorN
- ミス・モノクローム -The Animation- 2
- ミス・モノクローム -The Animation- 3
- 機動戦士ガンダム 鉄血のオルフェンズ（2015年 - 2016年）
- アルドノア・ゼロ（第2期）
- 純潔のマリア
- グリザイアの迷宮
- グリザイアの楽園
- アルスラーン戦記
- 下ネタという概念が存在しない退屈な世界
- VALKYRIE DRIVE -MERMAID-
- ヘヴィーオブジェクト

2016年
- フリップフラッパーズ
- ラグナストライクエンジェルズ
- タイムボカン24（-2017年）
- Occultic;Nine -オカルティック・ナイン-
- モンスターハンター ストーリーズ RIDE ON（2016年 - 2018年）
- WWW.WORKING!!
- 機動戦士ガンダム 鉄血のオルフェンズ（第2期：2016年 - 2017年）
- クラシカロイド（2016年 - 2017年）
- 最弱無敗の神装機竜
- クロムクロ
- アルスラーン戦記 風塵乱舞
- ねじ巻き精霊戦記 天鏡のアルデラミン
- タブー・タトゥー
- 競女!!!!!!!!
- おしえて! ギャル子ちゃん

2017年
- ゲーマーズ!
- ナイツ&マジック
- スクールガールストライカーズ Animation Channel
- ツインエンジェルBREAK
- Just Because!
- MARGINAL＃4 KISSから創造るBig Bang
- Re:CREATORS
- ブレンド・S
- 亜人ちゃんは語りたい
- いつだって僕らの恋は10センチだった。
- ソード・オラトリア ダンジョンに出会いを求めるのは間違っているだろうか外伝
- 南鎌倉高校女子自転車部
- 妖怪アパートの幽雅な日常
- クジラの子らは砂上に歌う
- 少女終末旅行
- 戦姫絶唱シンフォギアAXZ
- キノの旅 -the Beautiful World- the Animated Series
- 有頂天家族2
- クズの本懐
- クラシカロイド（第2シーズン：2017年 - 2018年）
- ラブライブ!サンシャイン!!（第2期）
- スタミュ（第2期）
- アリスと蔵六
- うらら迷路帖
- タイムボカン 逆襲の三悪人（2017年 - 2018年）
- 風夏
- 食戟のソーマ 餐ノ皿（2017年 - 2018年）
- 魔法陣グルグル
- Rewrite 2ndシーズン
- ノラと皇女と野良猫ハート

2018年
- ヒナまつり
- キリングバイツ
- スロウスタート
- こみっくがーるず
- ハクメイとミコチ
- ゴブリンスレイヤー
- プラネット・ウィズ
- アイドリッシュセブン
- りゅうおうのおしごと!
- ガンダムビルドダイバーズ
- ソードアート・オンライン オルタナティブ ガンゲイル・オンライン
- Back Street Girls -ゴクドルズ-
- citrus
- ハイスクールD×D HERO
- Lostorage conflated WIXOSS
- Phantom in the Twilight
- からかい上手の高木さん
- ロード・エルメロイII世の事件簿 -魔眼蒐集列車 Grace note-（第0話）
- 博多豚骨ラーメンズ
- やがて君になる
- となりの吸血鬼さん
- 天狼 Sirius the Jaeger
- 宇宙よりも遠い場所
- 抱かれたい男1位に脅されています。
- 探偵オペラ ミルキィホームズ サイコの挨拶
- メルクストーリア -無気力少年と瓶の中の少女-
- ゴールデンカムイ
- はたらく細胞
- ラストピリオド -終わりなき螺旋の物語-
- ゆらぎ荘の幽奈さん
- 覇穹 封神演義
- 転生したらスライムだった件
- とある魔術の禁書目録III
- たくのみ。
- 斉木楠雄のΨ難（第2期）
- 重神機パンドーラ
- 七星のスバル
- ハイスコアガール
- 叛逆性ミリオンアーサー

2019年
- かぐや様は告らせたい〜天才たちの恋愛頭脳戦〜
- 荒野のコトブキ飛行隊
- えんどろ〜!
- ガーリー・エアフォース
- ぼくたちは勉強ができない
- あひるの空
- Fairy gone フェアリーゴーン
- 叛逆性ミリオンアーサー（第2シーズン）
- 異世界かるてっと
- ワンパンマン（第2期）
- フルーツバスケット
- ダンジョンに出会いを求めるのは間違っているだろうかII
- グランベルム
- 女子高生の無駄づかい
- ロード・エルメロイII世の事件簿 -魔眼蒐集列車 Grace note-
- 通常攻撃が全体攻撃で二回攻撃のお母さんは好きですか?
- からかい上手の高木さん2
- とある科学の一方通行
- まちカドまぞく
- ありふれた職業で世界最強
- Dr.STONE
- 戦姫絶唱シンフォギアXV
- あんさんぶるスターズ!
- 炎炎ノ消防隊
- ぼくたちは勉強ができない!
- バビロン（2019年 - 2020年）
- ハイスコアガールII
- 星合の空
- ぬるぺた
- 食戟のソーマ 神ノ皿
- 神田川JET GIRLS
- ライフル・イズ・ビューティフル
- 慎重勇者〜この勇者が俺TUEEEくせに慎重すぎる〜

2020年
- ダーウィンズゲーム
- ミュークルドリーミー
- 推しが武道館いってくれたら死ぬ
- ソマリと森の神様
- 異種族レビュアーズ
- とある科学の超電磁砲T
- number24
- かぐや様は告らせたい?〜天才たちの恋愛頭脳戦〜
- 新サクラ大戦 the Animation
- 異世界かるてっと2
- 白猫プロジェクト ZERO CHRONICLE
- ハクション大魔王2020
- 食戟のソーマ 豪ノ皿
- モンスター娘のお医者さん
- 炎炎ノ消防隊 弐ノ章
- ゴールデンカムイ（第三期）
- いわかける! -Climbing Girls-
- ストライクウィッチーズ ROAD to BERLIN

2021年
- 2.43 清陰高校男子バレー部
- はたらく細胞!!
- たとえばラストダンジョン前の村の少年が序盤の街で暮らすような物語
- ひげを剃る。そして女子高生を拾う。
- BLUE REFLECTION RAY/澪
- EDENS ZERO
- 現実主義勇者の王国再建記
- 見える子ちゃん
- 境界戦機
- プラチナエンド

2022年
- ありふれた職業で世界最強 2nd season
- ハコヅメ〜交番女子の逆襲〜
- からかい上手の高木さん3
- 現実主義勇者の王国再建記（第2部）
- ぷちセカ
- かぐや様は告らせたい-ウルトラロマンティック-
- 境界戦機（第二部）
- じゃんたま PONG☆
- 異世界おじさん
- ダンジョンに出会いを求めるのは間違っているだろうかIV（2022年 - 2023年）
- クールドジ男子
- ゴールデンカムイ（第4期）
- 陰の実力者になりたくて!
- 恋愛フロップス

2023年
- お隣の天使様にいつの間にか駄目人間にされていた件
- シュガーアップル・フェアリーテイル
- Opus.COLORs
- 帰還者の魔法は特別です

2024年
- 異修羅
- 真の仲間じゃないと勇者のパーティーを追い出されたので、辺境でスローライフすることにしました2nd
- 異世界失格
- トリリオンゲーム

2025年
- 天久鷹央の推理カルテ
- 男女の友情は成立する？（いや、しないっ!!）
- 帝乃三姉妹は案外、チョロい。

### 劇場アニメ
1983年
- はだしのゲン

1985年
- カムイの剣

1986年
- はだしのゲン2
- 時空の旅人
- 火の鳥 鳳凰編

1987年
- 迷宮物語

2007年
- 劇場版 灼眼のシャナ

2011年
- 万能野菜 ニンニンマン

2012年
- コードギアス 亡国のアキト（2012年 - 2016年）
- セイクリッドセブン 銀月の翼

2013年
- 劇場版 花咲くいろは HOME SWEET HOME
- 劇場版 とある魔術の禁書目録 -エンデュミオンの奇蹟-

2014年
- モーレツ宇宙海賊 ABYSS OF HYPERSPACE -亜空の深淵-

2015年
- ラブライブ!The School Idol Movie
- 心が叫びたがってるんだ。

2016年
- ゼーガペインADP
- きんいろモザイク Pretty Days
- モンスターストライク THE MOVIE はじまりの場所へ
- 劇場版selector destructed WIXOSS
- 劇場版 探偵オペラ ミルキィホームズ〜逆襲のミルキィホームズ〜

2017年
- ノーゲーム・ノーライフ ゼロ
- ご注文はうさぎですか?? 〜Dear My Sister〜

2019年
- グリザイア:ファントムトリガー THE ANIMATION
- ラブライブ!サンシャイン!! The School Idol Movie Over the Rainbow
- 劇場版 ダンジョンに出会いを求めるのは間違っているだろうか -オリオンの矢-
- 劇場版 幼女戦記
- 劇場版 誰ガ為のアルケミスト

2020年
- 「はたらく細胞!!」最強の敵、再び。体の中は“腸”大騒ぎ!

2022年
- DEEMO サクラノオト -あなたの奏でた音が、今も響く-

2024年
- 風都探偵 仮面ライダースカルの肖像

### OVA
1990年
- 八神くんの家庭の事情
- のたり松太郎
- 藤子・F・不二雄のSF（すこし・ふしぎ）短編シアター（1990年 - 1991年）

1991年
- 創竜伝（1991年 - 1993年）

1992年
- のぞみウィッチィズ
- ダウンロード 南無阿弥陀仏は愛の詩

1994年
- おさかなはあみの中

2003年
- エイケン エイケンヴより愛をこめて（2003年 - 2004年）

2004年
- 一撃殺虫!!ホイホイさん

2007年
- 苺ましまろ

2010年
- G-taste

2011年
- ナナとカオル

2012年
- ゆめくり

2013年
- カガクなヤツら
- アークIX
- れすきゅーME!

2016年
- ストライク・ザ・ブラッド II
- ダンジョンに出会いを求めるのは間違っているだろうか

2017年
- ゆゆ式

2018年
- ストライク・ザ・ブラッド III
- Re:ゼロから始める異世界生活 Memory Snow

2019年
- ご注文はうさぎですか?? 〜Sing For You〜

2020年
- ストライク・ザ・ブラッド IV

2022年
- ストライク・ザ・ブラッド FINAL

### Webアニメ
2015年
- モンスターストライク

2016年
- 月曜日のたわわ

2017年
- 夢王国と眠れる100人の王子様 ショート
- モンソニ! ダルタニャンのアイドル宣言
- いたずら魔女と眠らない街

2018年
- A.I.C.O. Incarnation
- アイドリッシュセブン Vibrato（2018年 - 2019年）
- 約束の七夜祭り

2019年
- みるタイツ
- ファイトリーグ ギア・ガジェット・ジェネレーターズ
- ガンダムビルドダイバーズRe:RISE
- ゼノンザード THE ANIMATION（第0話）

2020年
- ガンダムビルドダイバーズRe:RISE 2nd Season

2021年
- 幼女社長
- 月曜日のたわわ2

2022年
- 風都探偵

2023年
- 幼女社長R
- プロジェクトセカイ カラフルステージ! feat. 初音ミク 3周年記念 メインストーリーダイジェストアニメーション

### ゲーム
2019年
- ラブライブ! スクールアイドルフェスティバル ALL STARS

## 所属スタッフ
音響監督
- 明田川進 - 代表取締役[3]。
- 明田川仁 - 明田川進の子である。
- 濱野高年

音響プロデューサー
- 田中理恵 - 声優の田中理恵とは別人。

### 過去
音響監督
- 三間雅文 - 現・有限会社テクノサウンド代表[14]。
- 高寺たけし - 現・HALF H・P STUDIO所属。